# Niemand Heeft Nog Tijd
«Niemand Heeft Nog Tijd» (nadie tiene más tiempo) fue la canción que representó a Holanda en el Festival de la Canción de Eurovisión 1997, la cual fue interpretada por Mrs. Einstein en holandés.
En ella se habla de que queda poco tiempo para actuar y cambiar la situación del mundo actual. 
Finalmente ocupó la posición número 22 del concurso con tan solo 5 puntos.